# Station Bolesławice Świdnickie
Station Bolesławice Świdnickie is een spoorwegstation in de Poolse plaats Bolesławice.